# Gökhems socken
Gökhems socken i Västergötland ingick i Vilske härad, ingår sedan 1974 i Falköpings kommun och motsvarar från 2016 Gökhems distrikt.
Socknens areal är 31,0 kvadratkilometer varav 30,54 land. År 2015 fanns här 604 invånare. Tätorten Odensberg samt kyrkbyn Gökhem med sockenkyrkan Gökhems kyrka ligger i socknen.

## Administrativ historik
Socknen har medeltida ursprung. 
Vid kommunreformen 1862 övergick socknens ansvar för de kyrkliga frågorna till Gökhems församling och för de borgerliga frågorna bildades Gökhems landskommun. Landskommunen uppgick 1952 i Vilske landskommun som 1974 uppgick i Falköpings kommun. Församlingen uppgick 2010 i Floby församling.
Den 1 januari 2016 inrättades distriktet Gökhem, med samma omfattning som församlingen hade 1999/2000.  
Socknen har tillhört län, fögderier, tingslag och domsagor enligt vad som beskrivs i artikeln Vilske härad. De indelta soldaterna tillhörde Skaraborgs regemente, Vilska kompani och Västgöta regemente, Laske kompani.

## Geografi
Gökhems socken ligger väster om Falköping med Mösseberg i nordost. Socknen är en odlad slättbygd som i nordost har kuperad skogsbygd.
I norra delen av socknen ligger byn Skår, vars namn är känt sedan 1402 och som enligt traditionen ska ha haft en egen kyrka.
Vid Odensberg ligger Odens kulle vars namn är känt sedan 1561 då Erik XIV fick för sig att bygga en stad där – en idé som gavs upp 1567. Carl von Linné skriver i sin Västgötaresa att man uppe på kullen i forna pesttider givit de döda åt Oden. Strax väster om Odens kulle fanns före laga skifte byn Valeberg eller Valaberg, vars namn är känt sedan 1350.
Vid Holöja kulle ligger byn Holöja, vars namn är känt sedan 1400-talet. 

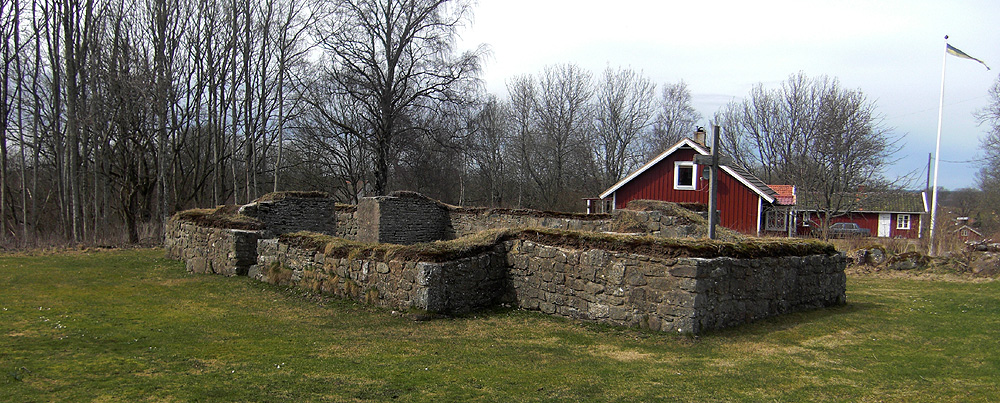
Överkyrke kyrkoruin ligger bara 170 meter sydöst om Gökhems kyrka.

### Överkyrke
Strax sydost om sockenkyrkan låg ytterligare en medeltida kyrka, en romansk kyrka med rakslutet kor. Detta var troligen en gårdskyrka och ruinen kallas Överkyrke.

## Fornlämningar
Från stenåldern finns lösfynd ett tiotal boplatser, över 20 gånggrifter och några hällkistor. Gravar från järnåldern och bronsåldern finns med storhögen Holöja kulle, vilken är en av Västergötlands största storhögar.
DNA-studier har gjorts på en 4900 år gammal kollektivgrav (gånggrift) från en jordbrukskultur från mellanstenåldern, där 79 individer hade begravts på kort tid, och tidiga spår av pest påvisades år 2018. Se svenskarnas ursprung och genetik.

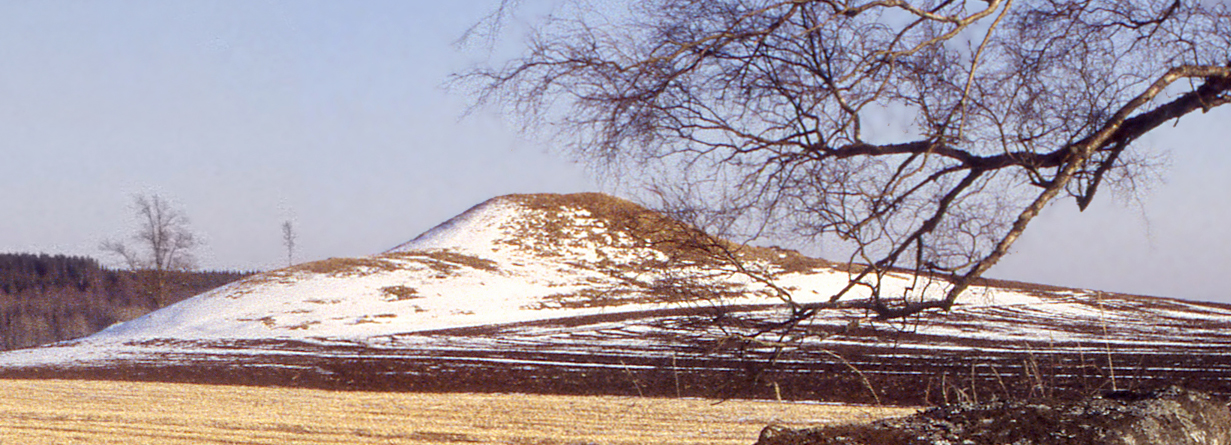
Holöja kulle.
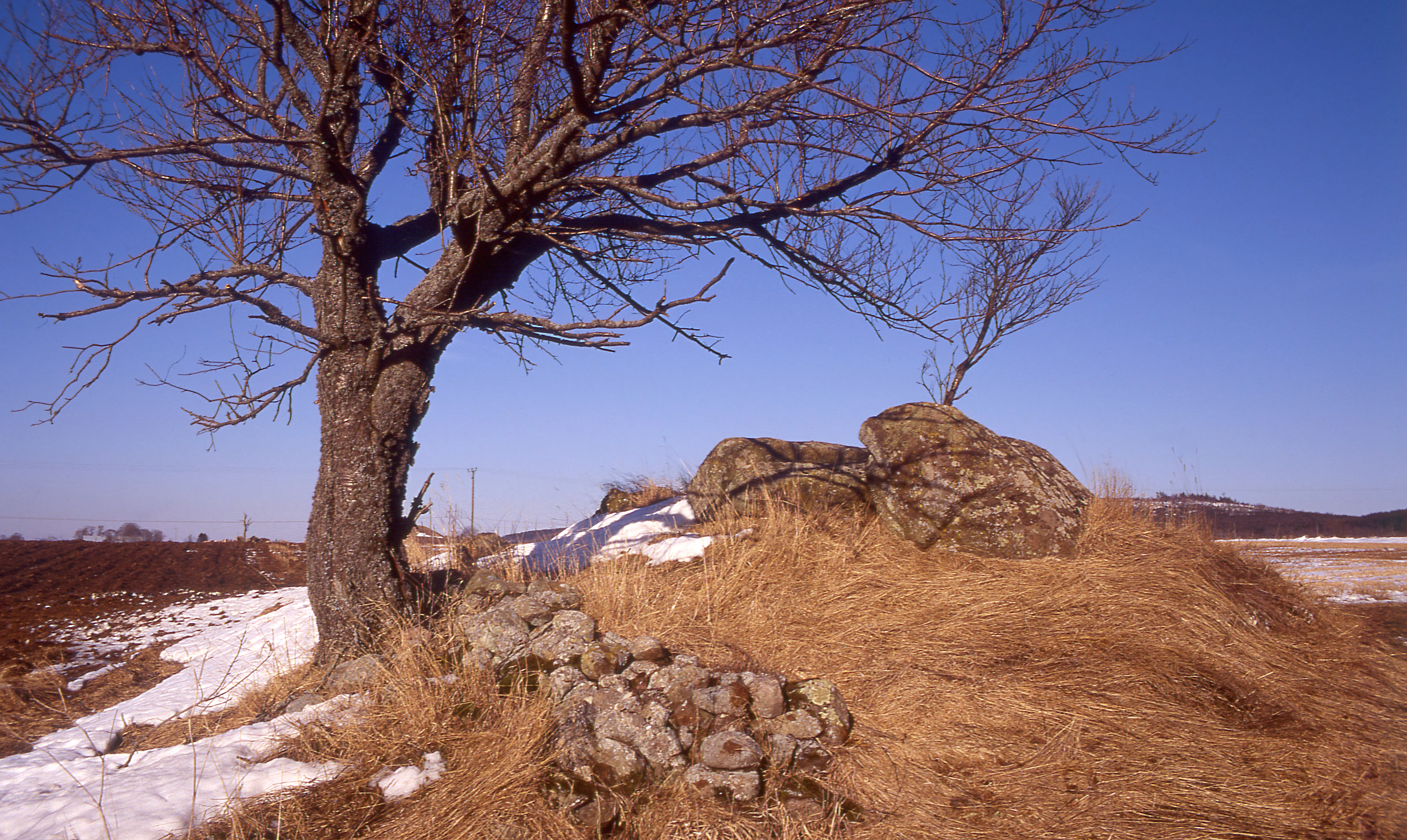
Gånggrift vid Gästgivaregården.
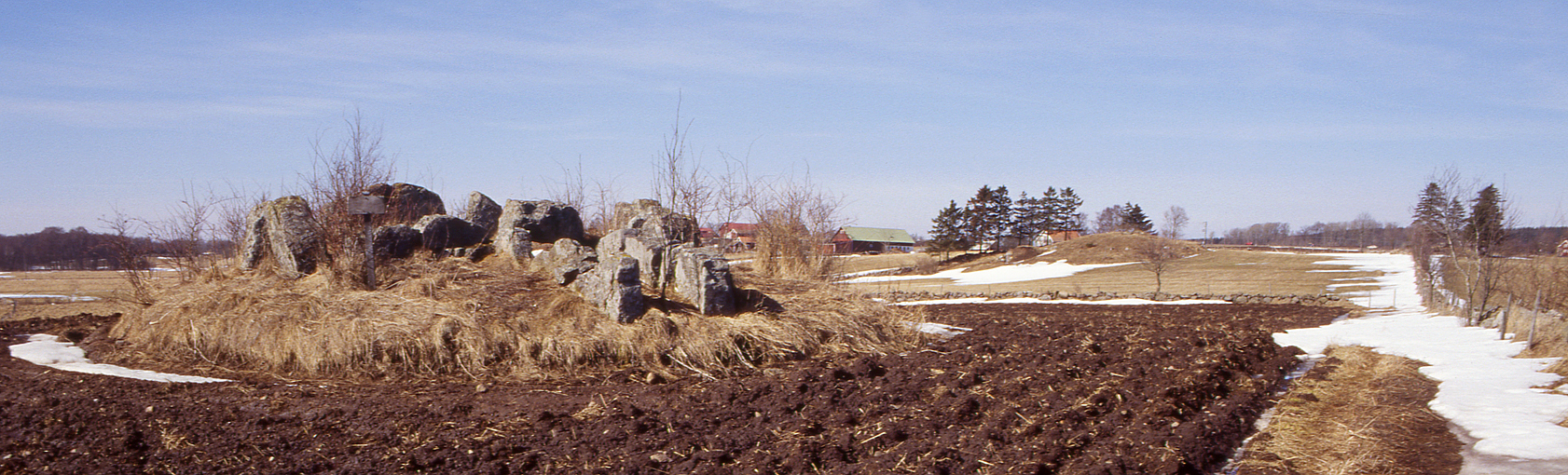
Gånggrifter vid Hovmansgården.
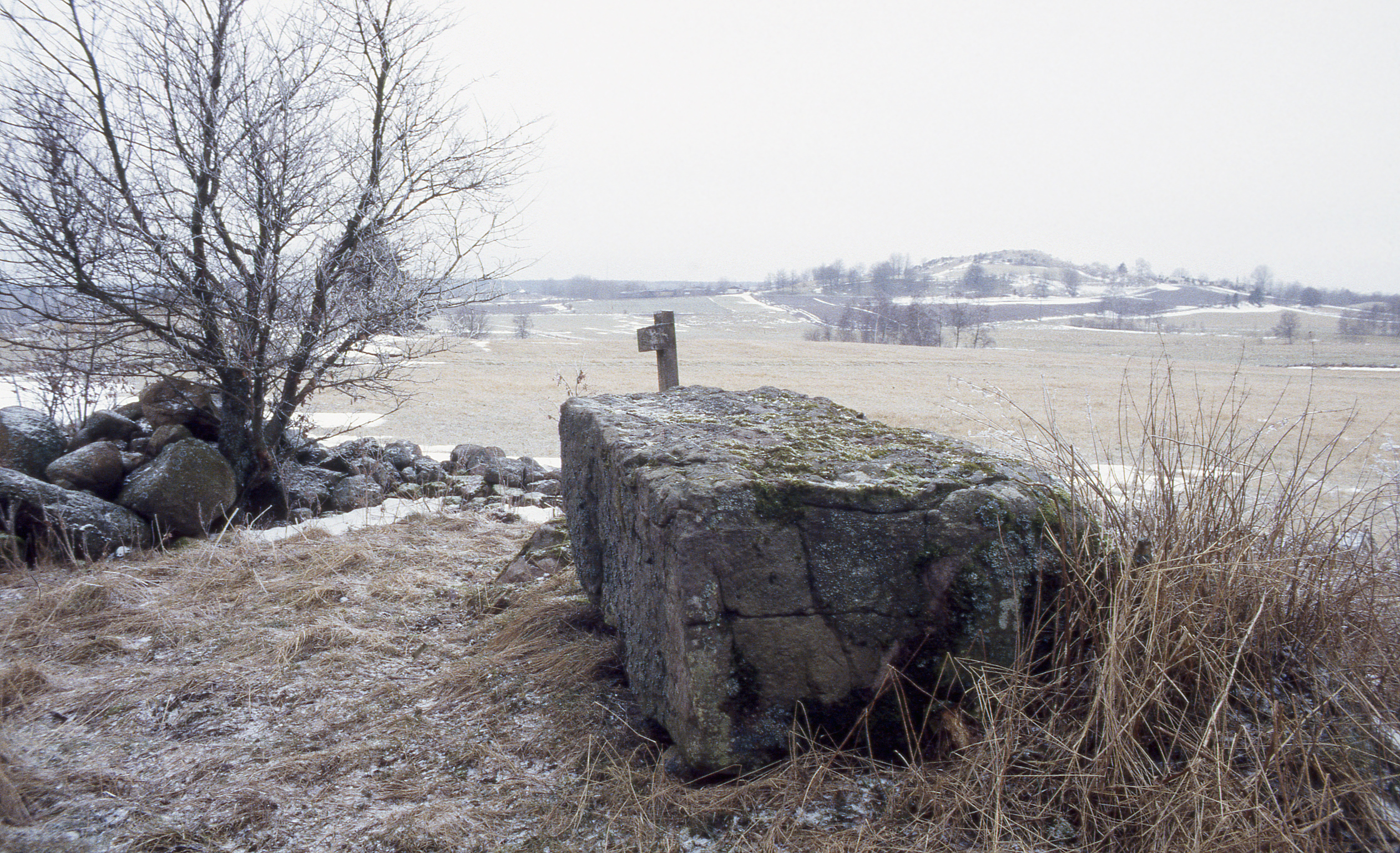
Altarstenen är ett takblock till en gånggrift vid Hovmansgården.
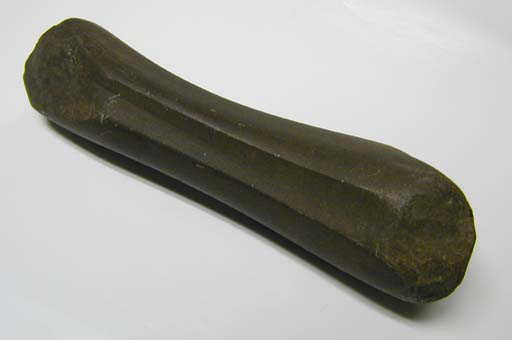
Slipsten från bondestenåldern funnen 1929 på Frälsegårdens ägor i Ravelstorp i socknens östra del.
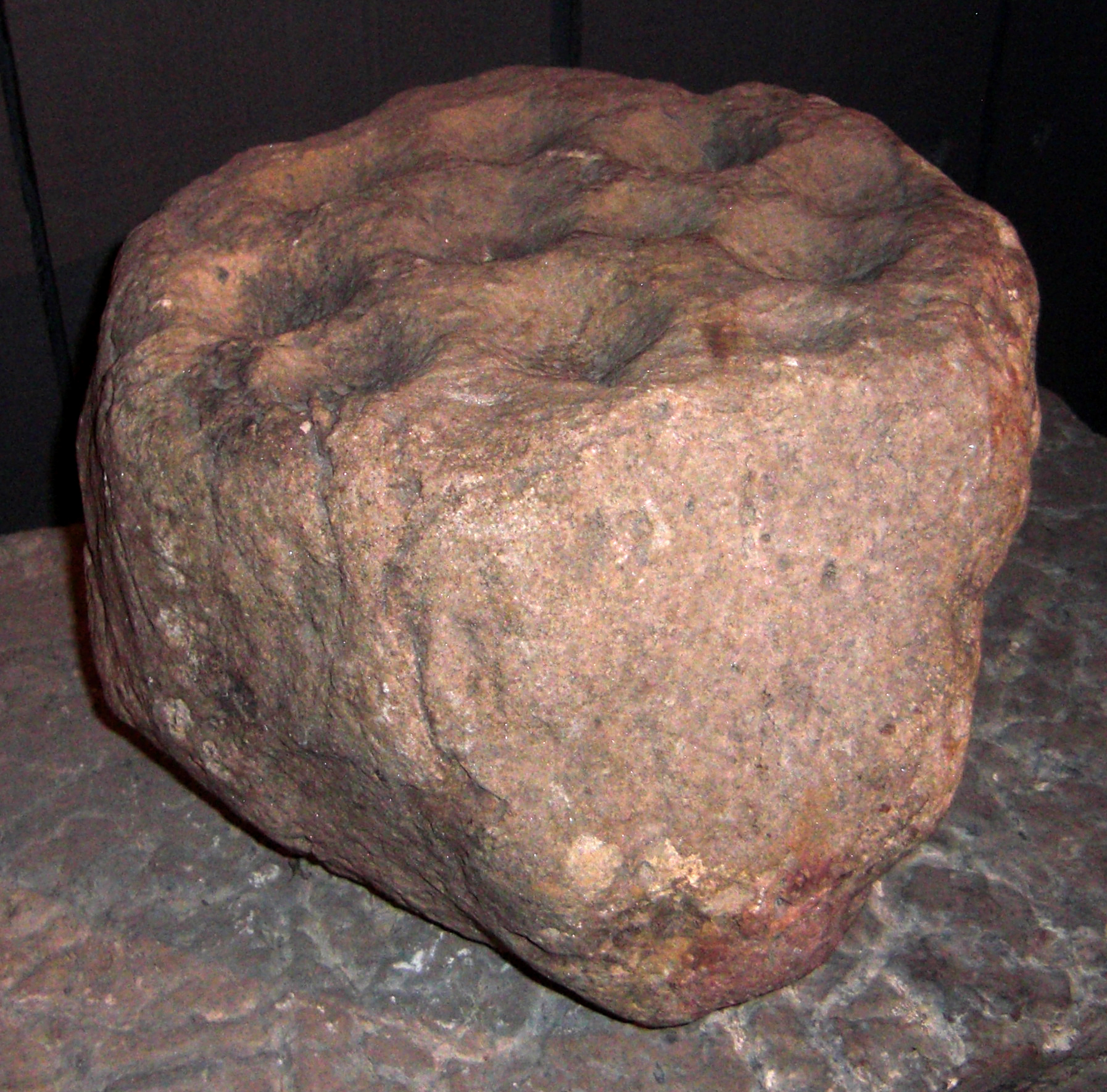
En skålgropssten från Frälsegården i Ravelstorp.
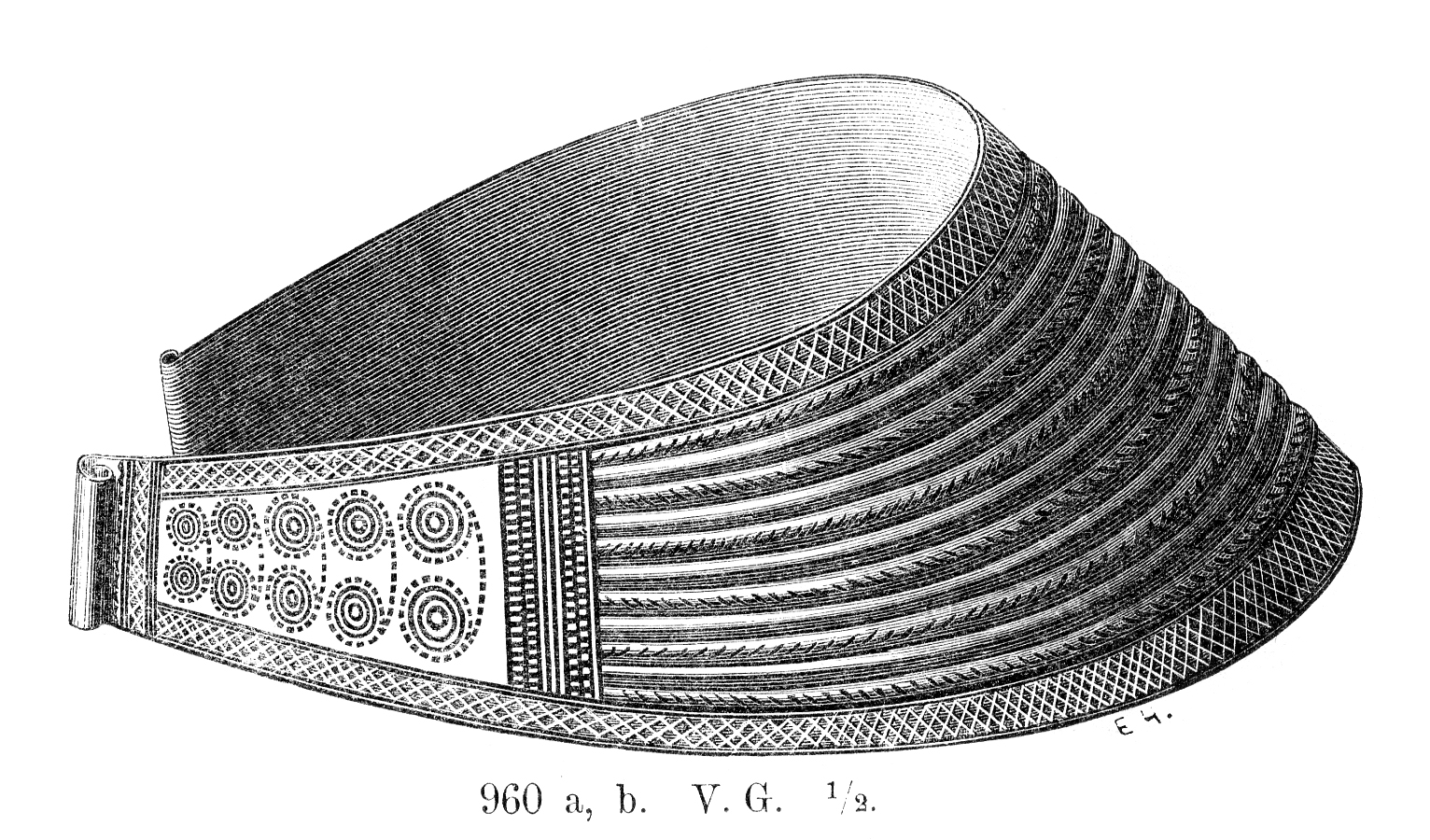
Bronshalskrage från Gökhems socken daterad till bronsålderns Period II, det vill säga 1500-1300 f.Kr.
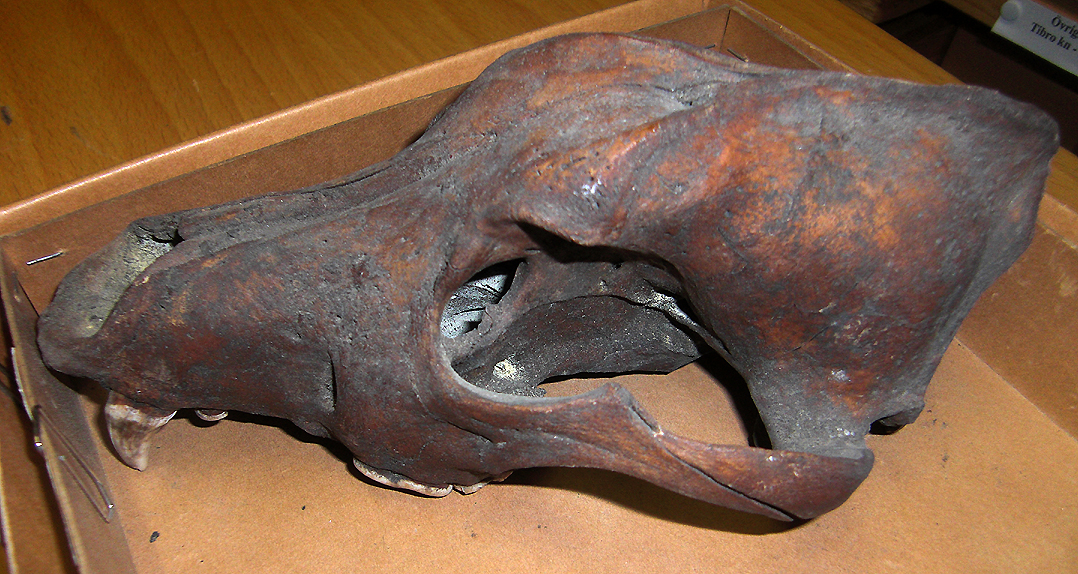
Hundkranium som hittats tillsammans med skelettdelar av en kvinna i ett källdrag på Bergsgårdens utmark i Gökhems socken. Kvinnan är C14-daterad till gränsen mellan bronsålder och järnålder. Hunden kan antas vara från samma tid.

## Namnet
Namnet skrevs 1257 Göchen och kommer från kyrkbyn. Namnet innehåller gök och hem, 'boplats; gård'.

## Befolkningsutveckling
| Befolkningsutvecklingen i Gökhem socken 1810–2015                                                                                         | Befolkningsutvecklingen i Gökhem socken 1810–2015 | Befolkningsutvecklingen i Gökhem socken 1810–2015 | Befolkningsutvecklingen i Gökhem socken 1810–2015 | Befolkningsutvecklingen i Gökhem socken 1810–2015 |
| --- | ------------------------------------------------- | ------------------------------------------------- | ------------------------------------------------- | ------------------------------------------------- |
| |                                                   |                                                   |                                                   |                                                   |
| År |                                                   |                                                   | Folkmängd                                         |                                                   |
| 1810 | 1810                                              |                                                   | 688                                               |                                                   |
| 1820 | 1820                                              |                                                   | 746                                               |                                                   |
| 1830 | 1830                                              |                                                   | 801                                               |                                                   |
| 1840 | 1840                                              |                                                   | 836                                               |                                                   |
| 1850 | 1850                                              |                                                   | 912                                               |                                                   |
| 1860 | 1860                                              |                                                   | 955                                               |                                                   |
| 1870 | 1870                                              |                                                   | 1 088                                             |                                                   |
| 1880 | 1880                                              |                                                   | 1 212                                             |                                                   |
| 1890 | 1890                                              |                                                   | 1 081                                             |                                                   |
| 1900 | 1900                                              |                                                   | 1 051                                             |                                                   |
| 1910 | 1910                                              |                                                   | 976                                               |                                                   |
| 1920 | 1920                                              |                                                   | 907                                               |                                                   |
| 1930 | 1930                                              |                                                   | 789                                               |                                                   |
| 1940 | 1940                                              |                                                   | 716                                               |                                                   |
| 1950 | 1950                                              |                                                   | 639                                               |                                                   |
| 1960 | 1960                                              |                                                   | 610                                               |                                                   |
| 1970 | 1970                                              |                                                   | 604                                               |                                                   |
| 1980 | 1980                                              |                                                   | 747                                               |                                                   |
| 1990 | 1990                                              |                                                   | 690                                               |                                                   |
| 2000 | 2000                                              |                                                   | 639                                               |                                                   |
| 2006 | 2006                                              |                                                   | 609                                               |                                                   |
| 2015 | 2015                                              |                                                   | 604                                               |                                                   |
| Anm.: Statistik om Gökhems församling fram till år 2010, därefter statistik om Gökhems folkbokföringsdistrikt som motsvarar samma område. |                                                   |                                                   |                                                   |                                                   |

## Personer från bygden
Tore Räv från Gökhem (Þorer ræfwær af gökem), nämns i Västgötalagens lagmanslängd som Västergötlands tredje lagman. Fysikern Axel Gabriel Theorell (1834-1875), prästen och riksdagsmannen David Holmgren (1846-1916), och ingenjören Ernst Wallgren (1864-1950) var alla födda i Gökhem. 
Verksamma i orten var också kyrkmålaren Mäster Amund (1400-tal), som gjorde målningar i Gökhems och Vilske-Kleva kyrkor, och Axel Fredrik Runstedt (1861-1933) som var kyrkoherde i Gökhem och psalmförfattare.